# Cá trê lươn
Channallabes apus (trong tiếng Anh gọi là eel catfish, "cá trê lươn") là một loài cá trê sống trong đầm lầy bùn sình miền nhiệt đới Trung Phi. Nó đạt tổng chiều dài đến 32,7 cm (12,9 inches) và nổi bật với khả năng trườn mình lên bờ bắt mồi.
Cơ thể của C. apus thuôn như lươn, màu đen hay nâu sậm, gai lưng thưa. Nó có thể thở trực tiếp không khí trong một thời gian ngắn. Mắt nhỏ, bị che lấp, và nó thiếu hẳn vây ngực. Như nhiều loài cá da trơn dáng lươn, cơ hàm của nó nở to, một nét thích nghi có lẽ để tăng lực cắn.
C. apus bắt mồi cả dưới nước và trên cạn, một thứ có phương pháp riêng. Dưới nước, C. apus hút nước lẫn thức ăn vào miệng. Để bắt mồi trên cạn, nó nhấc phần thân trước lên, chụp miệng nó xuống con mồi. Xương sống chuyên biệt hóa cho phép nó thực hiện hành động này.